# مثلثي (علم)

مثلثيّ شبه منحرف.

مثلثيّ خطافيّ الذيل.

العَلَم المُثَلّثِيّ أو الراية المُثَلّثِيّة هو علم يكون القسم القريب من السارية أكبر من القسم البعيد عن السارية. غالباً ما يكون بشكل مثلث، ولكنه قد يكون بشكل شبه منحرف متساوي الساقين أو مثلث خُطّافيّ الذيل.